# César a la millor actriu secundària
El César a la millor actriu secundària és un premi cinematogràfic francès entregat des de 1976 per l'Acadèmia de les Arts i Tècniques de Cinema de França (en francès: Académie des arts et techniques du cinéma).

## Palmarès
- Font: Pàgina oficial del premi.

### Dècada de 1970
| Any                 | Actriu secundària                | Títol original                   | Títol en català | País |
| ------------------- | -------------------------------- | -------------------------------- | --------------- | ---- |
| 1976                |                                  |                                  |                 |      |
| Marie-France Pisier | Cousin Cousine                   | Cosí, cosina                     | França          |      |
| Andréa Ferréol      | Les galettes de Pont-Aven        | Els pintors de Pont-Aven         | França          |      |
| Isabelle Huppert    | Aloïse                           | Aloïse                           | França          |      |
| Christine Pascal    | Que la fête commence             | -                                | França          |      |
| 1977                |                                  |                                  |                 |      |
| Marie-France Pisier | Barocco                          | -                                | França          |      |
| Anny Duperey        | Un éléphant ça trompe énormément | -                                | França          |      |
| Brigitte Fossey     | Le Bon et les méchants           | Le Bon et les méchants           | França          |      |
| Francine Racette    | La Lumière                       | Lumière                          | Canadà          |      |
| 1978                |                                  |                                  |                 |      |
| Marie Dubois        | La menace                        | L'amenaça                        | França          |      |
| Nelly Borgeaud      | L'homme qui aimait les femmes    | L'home a qui agradaven les dones | Suïssa          |      |
| Geneviève Fontanel  | L'homme qui aimait les femmes    | L'home a qui agradaven les dones | França          |      |
| Florence Giorgetti  | La dentellière                   | La puntaire                      | França          |      |
| Valérie Mairesse    | Repérages                        | -                                | França          |      |
| 1979                |                                  |                                  |                 |      |
| Stéphane Audran     | Violette Nozière                 | Violette Nozière                 | França          |      |
| Arlette Bonnard     | Une histoire simple              | -                                | França          |      |
| Eva Darlan          | Une histoire simple              | -                                | França          |      |
| Nelly Borgeaud      | Le sucre                         | El sucre                         | França          |      |

### Dècada del 1980
| Any                | Actriu secundària                    | Títol original            | Títol en català | País |
| ------------------ | ------------------------------------ | ------------------------- | --------------- | ---- |
| 1980               |                                      |                           |                 |      |
| Nicole Garcia      | Le cavaleur                          | -                         | França          |      |
| Myriam Boyer       | Série noire                          | -                         | França          |      |
| Dominique Lavanant | Courage fuyons                       | -                         | França          |      |
| Maria Schneider    | La dérobade                          | -                         | França          |      |
| 1981               |                                      |                           |                 |      |
| Nathalie Baye      | Sauve qui peut (la vie)              | -                         | França          |      |
| Andréa Ferréol     | Le dernier métro                     | L'últim metro             | França          |      |
| Claire Maurier     | Un mauvais fils                      | -                         | França          |      |
| Delphine Seyrig    | Chère inconnue                       | -                         | França          |      |
| 1982               |                                      |                           |                 |      |
| Nathalie Baye      | Une étrange affaire                  | -                         | França          |      |
| Stéphane Audran    | Coup de torchon                      | Baralla                   | França          |      |
| Sabine Haudepin    | Hôtel des Amériques                  | -                         | França          |      |
| Véronique Silver   | La femme d'à côté                    | La dona del costat        | França          |      |
| 1983               |                                      |                           |                 |      |
| Fanny Cottençon    | L'étoile du nord                     | -                         | França          |      |
| Stéphane Audran    | Paradis pour tous                    | -                         | França          |      |
| Danielle Darrieux  | Une chambre en ville                 | Una habitació a la ciutat | França          |      |
| Denise Grey        | La boum 2                            | -                         | França          |      |
| 1984               |                                      |                           |                 |      |
| Suzanne Flon       | L'été meurtrier                      | -                         | França          |      |
| Victoria Abril     | La lune dans le caniveau             | -                         | Espanya         |      |
| Stéphane Audran    | Mortelle randonnée                   | -                         | França          |      |
| Sabine Azéma       | La vie est un roman                  | La vida és una novel·la   | França          |      |
| Agnès Soral        | Tchao pantin                         | -                         | França          |      |
| 1985               |                                      |                           |                 |      |
| Caroline Cellier   | L'année des méduses                  | -                         | França          |      |
| Victoria Abril     | L'addition                           | -                         | Espanya         |      |
| Carole Bouquet     | Rive droite, rive gauche             | -                         | França          |      |
| Elizabeth Bourgine | La septième cible                    | -                         | França          |      |
| Maruschka Detmers  | La Pirate                            | -                         | Països Baixos   |      |
| 1986               |                                      |                           |                 |      |
| Bernadette Lafont  | L'effrontée                          | -                         | França          |      |
| Anémone            | Péril en la demeure                  | -                         | França          |      |
| Catherine Frot     | Escalier C                           | -                         | França          |      |
| Dominique Lavanant | Trois hommes et un couffin           | -                         | França          |      |
| Macha Méril        | Sans toit ni loi                     | Sense sostre ni llei      | França          |      |
| 1987               |                                      |                           |                 |      |
| Emmanuelle Béart   | Jean de Florette                     | -                         | França          |      |
| Clémentine Célarié | 37°2 le matin                        | -                         | França          |      |
| Danielle Darrieux  | Le Lieu du crime                     | -                         | França          |      |
| Marie Dubois       | Descente aux enfers                  | -                         | França          |      |
| Jeanne Moreau      | Le paltoquet                         | -                         | França          |      |
| 1988               |                                      |                           |                 |      |
| Dominique Lavanant | Agent trouble                        | -                         | França          |      |
| Sylvie Joly        | Le miraculé                          | -                         | França          |      |
| Anna Karina        | Cayenne Palace                       | -                         | França          |      |
| Bernadette Lafont  | Masques                              | Màscares                  | França          |      |
| Marie Laforêt      | Fucking Fernand                      | -                         | França          |      |
| 1989               |                                      |                           |                 |      |
| Hélène Vincent     | La vie est un long fleuve tranquille | -                         | França          |      |
| María Casares      | La lectrice                          | -                         | Espanya         |      |
| Françoise Fabian   | Trois places pour le 26              | Tres entrades per al 26   | França          |      |
| Dominique Lavanant | Quelques jours avec moi              | -                         | França          |      |
| Marie Trintignant  | Une affaire de femmes                | -                         | França          |      |

### Dècada de 1990
| Any                    | Actriu secundària                           | Títol original                               | Títol en català | País |
| ---------------------- | ------------------------------------------- | -------------------------------------------- | --------------- | ---- |
| 1990                   |                                             |                                              |                 |      |
| Suzanne Flon           | La vouivre                                  | -                                            | França          |      |
| Clémentine Célarié     | Nocturne indien                             | -                                            | França          |      |
| Sabine Haudepin        | Force majeure                               | Força major                                  | França          |      |
| Ludmila Mikaël         | Noce blanche                                | -                                            | França          |      |
| Micheline Presle       | I want to go home                           | Vull anar a casa                             | França          |      |
| 1991                   |                                             |                                              |                 |      |
| Dominique Blanc        | Milou en Mai                                | Milou al maig                                | França          |      |
| Catherine Jacob        | Tatie Danielle                              | -                                            | França          |      |
| Odette Laure           | Daddy nostalgie                             | Daddy nostalgie                              | França          |      |
| Danièle Lebrun         | Uranus                                      | -                                            | França          |      |
| Thérèse Liotard        | La gloire de mon père Le château de ma mère | La glòria del meu pare Le château de ma mère | França          |      |
| 1992                   |                                             |                                              |                 |      |
| Anne Brochet           | Tous les matins du monde                    | Tots els matins del món                      | França          |      |
| Jane Birkin            | La Belle Noiseuse                           | -                                            | França          |      |
| Catherine Jacob        | Merci la vie                                | -                                            | França          |      |
| Valérie Lemercier      | L'opération corned-beef                     | L'operació Corned-Beef                       | França          |      |
| Hélène Vincent         | J'embrasse pas                              | -                                            | França          |      |
| 1993                   |                                             |                                              |                 |      |
| Dominique Blanc        | Indochine                                   | Indoxina                                     | França          |      |
| Brigitte Catillon      | Un coeur en hiver                           | Un cor a l'hivern                            | França          |      |
| Michèle Laroque        | La crise                                    | La crisi                                     | França          |      |
| Maria Pacôme           | La crise                                    | La crisi                                     | França          |      |
| Zabou Breitman         | La crise                                    | La crisi                                     | França          |      |
| 1994                   |                                             |                                              |                 |      |
| Valérie Lemercier      | Les Visiteurs                               | -                                            | França          |      |
| Myriam Boyer           | Un deux trois soleil                        | -                                            | França          |      |
| Judith Henry           | Germinal                                    | Germinal                                     | França          |      |
| Marie Trintignant      | Les marmottes                               | -                                            | França          |      |
| Marthe Villalonga      | Ma saison préférée                          | -                                            | França          |      |
| 1995                   |                                             |                                              |                 |      |
| Virna Lisi             | La reine Margot                             | La reina Margot                              | Itàlia          |      |
| Dominique Blanc        | La reine Margot                             | La reina Margot                              | França          |      |
| Catherine Jacob        | Neuf mois                                   | -                                            | França          |      |
| Michèle Moretti        | Les roseaux sauvages                        | Els joncs salvatges                          | França          |      |
| Line Renaud            | J'ai pas sommeil                            | -                                            | França          |      |
| 1996                   |                                             |                                              |                 |      |
| Annie Girardot         | Les misérables                              | Els miserables                               | França          |      |
| Jacqueline Bisset      | La Cérémonie                                | -                                            | Regne Unit      |      |
| Clotilde Courau        | Elisa                                       | Elisa                                        | França          |      |
| Carmen Maura           | Le bonheur est dans le pré                  | -                                            | Espanya         |      |
| Claire Nadeau          | Nelly et Mr Arnaud                          | -                                            | França          |      |
| 1997                   |                                             |                                              |                 |      |
| Catherine Frot         | Un air de famille                           | -                                            | França          |      |
| Valeria Bruni Tedeschi | Mon homme                                   | -                                            | França          |      |
| Agnès Jaoui            | Un air de famille                           | -                                            | França          |      |
| Sandrine Kiberlain     | Un héros très discret                       | -                                            | França          |      |
| Michèle Laroque        | Pédale douce                                | -                                            | França          |      |
| 1998                   |                                             |                                              |                 |      |
| Agnès Jaoui            | On connaît la chanson                       | Coneixem la cançó                            | França          |      |
| Pascale Roberts        | Marius et Jeannette                         | Marius i Jeanette                            | França          |      |
| Mathilde Seigner       | Nettoyage à sec                             | -                                            | França          |      |
| Marie Trintignant      | Le cousin                                   | -                                            | França          |      |
| Karin Viard            | Les randonneurs                             | -                                            | França          |      |
| 1999                   |                                             |                                              |                 |      |
| Dominique Blanc        | Ceux qui m'aiment prendront le train        | -                                            | França          |      |
| Anémone                | Lautrec                                     | -                                            | França          |      |
| Arielle Dombasle       | L'ennui                                     | -                                            | Estats Units    |      |
| Catherine Frot         | Le dîner de cons                            | El sopar dels idiotes                        | França          |      |
| Emmanuelle Seigner     | Place Vendôme                               | -                                            | Estats Units    |      |

### Dècada de 2000
| Any                  | Actriu secundària                   | Títol original                | Títol en català | País |
| -------------------- | ----------------------------------- | ----------------------------- | --------------- | ---- |
| 2000                 |                                     |                               |                 |      |
| Charlotte Gainsbourg | La bûche                            | -                             | França          |      |
| Catherine Mouchet    | Ma petite entreprise                | -                             | França          |      |
| Bulle Ogier          | Vénus beauté (institut)             | Vénus Beauté (Institut)       | França          |      |
| Mathilde Seigner     | Vénus beauté (institut)             | Vénus Beauté (Institut)       | França          |      |
| Line Renaud          | Belle maman                         | -                             | França          |      |
| 2001                 |                                     |                               |                 |      |
| Anne Alvaro          | Le goût des autres                  | El gust dels altres           | França          |      |
| Jeanne Balibar       | Ça ira mieux demain                 | -                             | França          |      |
| Agnès Jaoui          | Le goût des autres                  | El gust dels altres           | França          |      |
| Mathilde Seigner     | Harry, un ami qui vous veut du bien | Harry, un amic que us estima  | França          |      |
| Florence Thomassin   | Une affaire de goût                 | -                             | França          |      |
| 2002                 |                                     |                               |                 |      |
| Annie Girardot       | La Pianiste                         | La pianista                   | França          |      |
| Nicole Garcia        | Betty Fisher et autres histoires    | -                             | França          |      |
| Noémie Lvovsky       | Ma femme est une actrice            | -                             | França          |      |
| Isabelle Nanty       | Le fabuleux destin d'Amélie Poulain | Amélie                        | França          |      |
| Line Renaud          | Chaos                               | -                             | França          |      |
| 2003                 |                                     |                               |                 |      |
| Karin Viard          | Embrassez qui vous voudrez          | -                             | França          |      |
| Dominique Blanc      | C'est le bouquet !                  | -                             | França          |      |
| Danielle Darrieux    | 8 femmes                            | -                             | França          |      |
| Emmanuelle Devos     | L'adversaire                        | -                             | França          |      |
| Judith Godrèche      | L'auberge espagnole                 | Una casa de bojos             | França          |      |
| 2004                 |                                     |                               |                 |      |
| Julie Depardieu      | La petite Lili                      | -                             | França          |      |
| Judith Godrèche      | France boutique                     | -                             | França          |      |
| Isabelle Nanty       | Pas sur la bouche                   | A la boca no                  | França          |      |
| Géraldine Pailhas    | Le coût de la vie                   | -                             | França          |      |
| Ludivine Sagnier     | Swimming pool                       | La piscina                    | França          |      |
| 2005                 |                                     |                               |                 |      |
| Marion Cotillard     | Un long dimanche de fiançailles     | Llarg diumenge de festeig     | França          |      |
| Ariane Ascaride      | Brodeuses                           | -                             | França          |      |
| Mylène Demongeot     | 36, quai des Orfèvres               | Assumptes pendents            | França          |      |
| Julie Depardieu      | Podium                              | -                             | França          |      |
| Emilie Dequenne      | L'équipier                          | -                             | França          |      |
| 2006                 |                                     |                               |                 |      |
| Cécile de France     | Les poupées russes                  | -                             | França          |      |
| Catherine Deneuve    | Palais Royal!                       | -                             | França          |      |
| Noémie Lvovsky       | Backstage                           | -                             | França          |      |
| Charlotte Rampling   | Lemming                             | Lemming                       | Regne Unit      |      |
| Kelly Reilly         | Les poupées russes                  | -                             | Regne Unit      |      |
| 2007                 |                                     |                               |                 |      |
| Valérie Lemercier    | Fauteuils d'orchestre               | -                             | França          |      |
| Christine Citti      | Quand j'étais chanteur              | Chanson d'amour               | França          |      |
| Dani                 | Fauteuils d'orchestre               | -                             | França          |      |
| Mylène Demongeot     | La Californie                       | -                             | França          |      |
| Bernadette Lafont    | Prête-moi ta main                   | -                             | França          |      |
| 2008                 |                                     |                               |                 |      |
| Julie Depardieu      | Un secret                           | -                             | França          |      |
| Noémie Lvovsky       | Actrices                            | -                             | França          |      |
| Bulle Ogier          | Faut que ça danse!                  | -                             | França          |      |
| Ludivine Sagnier     | Un secret                           | -                             | França          |      |
| Sylvie Testud        | La Môme                             | La vida en rosa               | França          |      |
| 2009                 |                                     |                               |                 |      |
| Elsa Zylberstein     | Il y a longtemps que je t'aime      | Fa molt de temps que t'estimo | França          |      |
| Jeanne Balibar       | Sagan                               | -                             | França          |      |
| Anne Consigny        | Un conte de Noël                    | -                             | França          |      |
| Edith Scob           | L'heure d'été                       | L'hora d'estiu                | França          |      |
| Karin Viard          | Paris                               | -                             | França          |      |

### Dècada de 2010
| Any                    | Actriu secundària                          | Títol original                     | Títol en català | País |
| ---------------------- | ------------------------------------------ | ---------------------------------- | --------------- | ---- |
| 2010                   |                                            |                                    |                 |      |
| Emmanuelle Devos       | À l'Origine                                | -                                  | França          |      |
| Aure Atika             | Mademoiselle Chambon                       | -                                  | França          |      |
| Anne Consigny          | Rapt                                       | -                                  | França          |      |
| Audrey Dana            | Welcome                                    | -                                  | França          |      |
| Noémie Lvovsky         | Les beaux gosses                           | Els guapos                         | França          |      |
| 2011                   |                                            |                                    |                 |      |
| Anne Alvaro            | Le bruit des glaçons                       | -                                  | França          |      |
| Valérie Bonneton       | Les petits mouchoirs                       | Petites mentides sense importància | França          |      |
| Laetitia Casta         | Gainsbourg, vie héroïque                   | -                                  | França          |      |
| Julie Ferrier          | L'Arnacoeur                                | Els seductors                      | França          |      |
| Karin Viard            | Potiche                                    | Potiche                            | França          |      |
| 2012                   |                                            |                                    |                 |      |
| Carmen Maura           | Les femmes du 6e étage                     | Les dones del sisè pis             | Espanya         |      |
| Zabou Breitman         | L'exercice de l'Etat                       | -                                  | França          |      |
| Anne le Ny             | Intouchables                               | Intocable                          | França          |      |
| Noémie Lvovsky         | L'Apollonide, souvenirs de la maison close | -                                  | França          |      |
| Karole Rocher          | Polisse                                    | -                                  | França          |      |
| 2013                   |                                            |                                    |                 |      |
| Valérie Benguigui      | Le Prénom                                  | -                                  | França          |      |
| Judith Chemla          | Camille Redouble                           | -                                  | França          |      |
| Yolande Moreau         | Camille Redouble                           | -                                  | França          |      |
| Isabelle Huppert       | Amour                                      | Amor                               | França          |      |
| Edith Scob             | Holy Motors                                | -                                  | França          |      |
| 2014                   |                                            |                                    |                 |      |
| Adèle Haenel           | Suzanne                                    | -                                  | França          |      |
| Marisa Borini          | Un Château en Italie                       | Un castell a Itàlia                | França          |      |
| Françoise Fabian       | Les Garçons et Guillaume, à table !        | Guillaume i els nois, a taula!     | França          |      |
| Julie Gayet            | Quai d'Orsay                               | -                                  | França          |      |
| Géraldine Pailhas      | Jeune & Jolie                              | Jove i bonica                      | França          |      |
| 2015                   |                                            |                                    |                 |      |
| Kristen Stewart        | Sils Maria                                 | Els núvols de Sils Maria           | França          |      |
| Marianne Denicourt     | Hippocrate                                 | -                                  | França          |      |
| Claude Gensac          | Lulu femme nue                             | -                                  | França          |      |
| Izïa Higelin           | Samba                                      | Samba                              | França          |      |
| Charlotte Le Bon       | Yves Saint Laurent                         | -                                  | Canadà          |      |
| 2016                   |                                            |                                    |                 |      |
| Sidse Babett Knudsen   | L'Hermine                                  | El jutge                           | França          |      |
| Sara Forestier         | La Tête haute                              | -                                  | França          |      |
| Agnès Jaoui            | Comme un avion                             | -                                  | França          |      |
| Noémie Lvovsky         | La Belle Saison                            | Un amor d'estiu                    | França          |      |
| Karin Viard            | 21 nuits avec Pattie                       | -                                  | França          |      |
| 2017                   |                                            |                                    |                 |      |
| Déborah Lukumuena      | Divines                                    | -                                  | França          |      |
| Nathalie Baye          | Juste la fin du monde                      | Només la fi del món                | França          |      |
| Valeria Bruni Tedeschi | Ma Loute                                   | L'alta societat                    | França          |      |
| Anne Consigny          | Elle                                       | Elle                               | França          |      |
| Mélanie Thierry        | La Danseuse                                | -                                  | França          |      |
| 2018                   |                                            |                                    |                 |      |
| Sara Giraudeau         | Petit paysan                               | Petit paysan                       | França          |      |
| Laure Calamy           | Ava                                        | -                                  | França          |      |
| Anaïs Demoustier       | La Villa                                   | La casa vora el mar                | França          |      |
| Adèle Haenel           | 120 battements par minute                  | 120 pulsacions per minut           | França          |      |
| Mélanie Thierry        | Au revoir là-haut                          | Ens veurem allà dalt               | França          |      |
| 2019                   |                                            |                                    |                 |      |
| Karin Viard            | Les Chatouilles                            | -                                  | França          |      |
| Isabelle Adjani        | Le monde est à toi                         | -                                  | França          |      |
| Leïla Bekhti           | Le Grand Bain                              | El gran bany                       | França          |      |
| Virginie Efira         | Le Grand Bain                              | El gran bany                       | Bèlgica         |      |
| Audrey Tautou          | En liberté!                                | En liberté!                        | França          |      |

### Dècada de 2020
| Any                    | Actriu secundària                           | Títol original                        | Títol en català | País |
| ---------------------- | ------------------------------------------- | ------------------------------------- | --------------- | ---- |
| 2020                   |                                             |                                       |                 |      |
| Fanny Ardant           | La Belle Époque                             | -                                     | França          |      |
| Josiane Balasko        | Grâce à Dieu                                | Gràcies a Déu                         | França          |      |
| Laure Calamy           | Seules les bêtes                            | Només les bèsties                     | França          |      |
| Sara Forestier         | Roubaix, une lumière                        | Roubaix, une lumière                  | França          |      |
| Hélène Vincent         | Hors Normes                                 | Especials                             | França          |      |
| 2021                   |                                             |                                       |                 |      |
| Emilie Dequenne        | Les choses qu'on dit, les choses qu'on fait | Les coses que diem, les coses que fem | França          |      |
| Fanny Ardant           | ADN                                         | -                                     | França          |      |
| Valeria Bruni Tedeschi | Été 85                                      | Été 85                                | França          |      |
| Noémie Lvovsky         | La Bonne Épouse                             | -                                     | França          |      |
| Yolande Moreau         | La Bonne Épouse                             | -                                     | Bèlgica         |      |
| 2022                   |                                             |                                       |                 |      |
| Aissatou Diallo Sagna  | La fracture                                 | -                                     | Bèlgica         |      |
| Jeanne Balibar         | Illusions perdues                           | Les il·lusions perdudes               | França          |      |
| Cécile de France       | Illusions perdues                           | Les il·lusions perdudes               | Bèlgica         |      |
| Adèle Exarchopoulos    | Mandibules                                  | -                                     | França          |      |
| Danielle Fichaud       | Aline                                       | Aline                                 | Canadà          |      |
| 2023                   |                                             |                                       |                 |      |
| Noémie Merlant         | L'Innocent                                  | -                                     | França          |      |
| Judith Chemla          | Le Sixième enfant                           | -                                     | França          |      |
| Anouk Grinberg         | L'Innocent                                  | -                                     | França          |      |
| Anaïs Demoustier       | Novembre                                    | Novembre                              | França          |      |
| Lyna Khoudri           | Novembre                                    | Novembre                              | Algèria         |      |
| 2024                   |                                             |                                       |                 |      |
| Adèle Exarchopoulos    | Je verrai toujours vos visages              | -                                     | França          |      |
| Leïla Bekhti           | Je verrai toujours vos visages              | -                                     | França          |      |
| Élodie Bouchez         | Je verrai toujours vos visages              | -                                     | França          |      |
| Miou-Miou              | Je verrai toujours vos visages              | -                                     | França          |      |
| Galatea Bellugi        | Chien de la casse                           | -                                     | França          |      |
| 2025                   |                                             |                                       |                 |      |
| Nina Meurisse          | L'Histoire de Souleymane                    | -                                     | França          |      |
| Anaïs Demoustier       | Le Comte de Monte-Cristo                    | El comte de Montecristo               | França          |      |
| Catherine Frot         | Miséricorde                                 | -                                     | França          |      |
| Élodie Bouchez         | L'Amour ouf                                 | -                                     | França          |      |
| Sarah Suco             | En fanfare                                  | -                                     | França          |      |

## Estadístiques

### Les més premiades
| Premis | Nom                 | Anys             | Detalls       |
| ------ | ------------------- | ---------------- | ------------- |
| 3      | Dominique Blanc     | 1991, 1993, 1999 | 5 nominacions |
| 2      | Karin Viard         | 2003, 2019       | 6 nominacions |
| 2      | Julie Depardieu     | 2004, 2008       | 3 nominacions |
| 2      | Nathalie Baye       | 1981, 1982       | 3 nominacions |
| 2      | Valérie Lemercier   | 1994, 2007       | 3 nominacions |
| 2      | Anne Alvaro         | 2001, 2011       | 2 nominacions |
| 2      | Annie Girardot      | 1996, 2002       | 2 nominacions |
| 2      | Marie-France Pisier | 1976, 1977       | 2 nominacions |
| 2      | Suzanne Flon        | 1984, 1990       | 2 nominacions |

### Les més nominades
| Nominacions | Nom                    | Anys                                     | Detalls   |           |
| ----------- | ---------------------- | ---------------------------------------- | --------- | --------- |
| 7           | Noémie Lvovsky         | 2002, 2006, 2008, 2010, 2012, 2016, 2021 | Cap premi |           |
| 6           | Karin Viard            | 1998, 2003, 2009, 2011, 2016, 2019       | 2 premis  |           |
| 5           | Dominique Blanc        | 1991, 1993, 1995, 1999, 2003             | 3 premis  |           |
| 4           | Agnès Jaoui            | 1997, 1998, 2001, 2016                   | 1 premi   |           |
| 4           | Dominique Lavanant     | 1980, 1986, 1988, 1989                   | 1 premi   |           |
| 4           | Stéphane Audran        | 1979, 1982, 1983, 1984                   | 1 premi   |           |
| 4           | Catherine Frot         | 1986, 1997, 1999, 2025                   | 1 premi   |           |
| 3           | Julie Depardieu        | 2004, 2005, 2008                         | 2 premis  |           |
| 3           | Nathalie Baye          | 1981, 1982, 2017                         | 2 premis  |           |
| 3           | Valérie Lemercier      | 1992, 1994, 2007                         | 2 premis  |           |
| 3           | Bernadette Lafont      | 1986, 1988, 2007                         | 1 premi   |           |
| 3           | Hélène Vincent         | 1989, 1992, 2020                         | 1 premi   |           |
| 3           | Anne Consigny          | 2009, 2010, 2017                         | 1 premi   | Cap premi |
| 3           | Catherine Jacob        | 1991, 1992, 1995                         |           | Cap premi |
| 3           | Danielle Darrieux      | 1983, 1987, 2003                         |           | Cap premi |
| 3           | Jeanne Balibar         | 2001, 2009, 2022                         |           | Cap premi |
| 3           | Line Renaud            | 1995, 2000, 2002                         |           | Cap premi |
| 3           | Marie Trintignant      | 1989, 1994, 1998                         |           | Cap premi |
| 3           | Mathilde Seigner       | 1998, 2000, 2001                         |           | Cap premi |
| 3           | Valeria Bruni Tedeschi | 1997, 2017, 2021                         |           | Cap premi |
| 3           | Anaïs Demoustier       | 2018, 2023, 2025                         |           |           |